# Lola Flores
(Nume spaniole: primul, numele de familie al tatălui : Flores, al doilea, numele de familie al mamei: Ruiz)

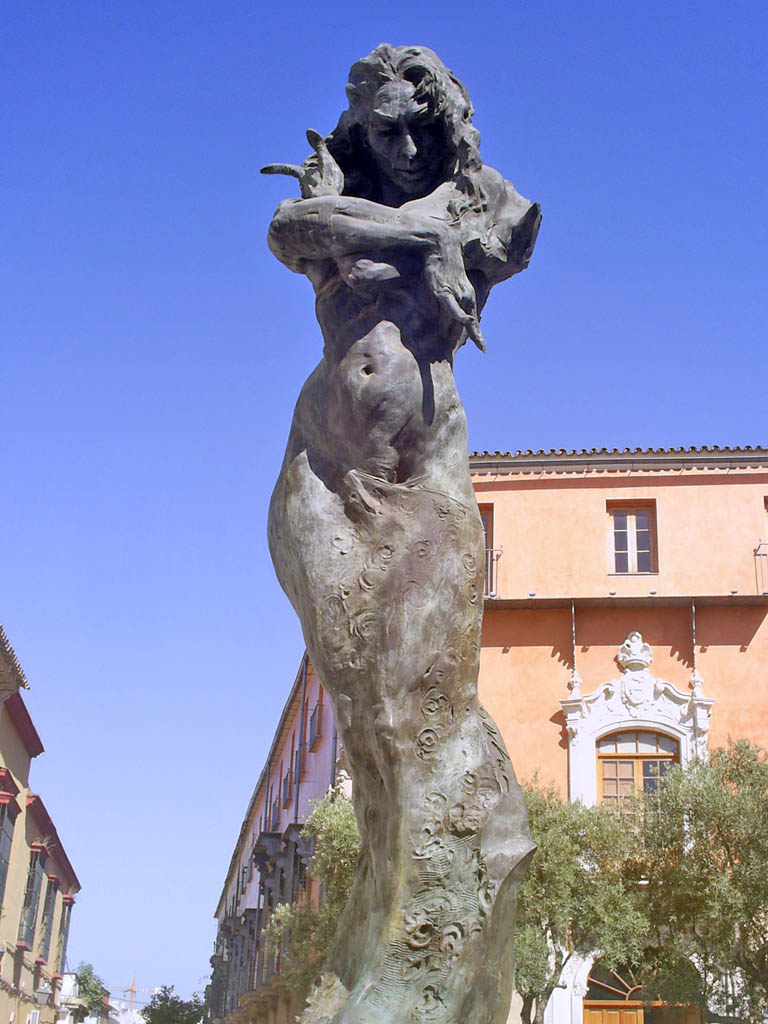
Statuia artistei Lola Flores de Victor Ochoa în Jerez de la Frontera

María Dolores Flores Ruiz (n. 21 ianuarie 1923, Jerez de la Frontera, Andaluzia, Spania – d. 16 mai 1995, Alcobendas, Spania) cunoscută după numele de scenă Lola Flores, a fost o populară cântăreață, dansatoare și actriță spaniolă, numită și La Faraona (faraoana).
Printre cele mai cunoscute filme ale sale se numără La Faraona (1956), Carmela (1958), regia Miguel Zacarías și María de la O (1957).

## Biografie
Lola Flores s-a născut în cartierul romilor San Miguel din Jerez de la Frontera (Cadiz). De copil, a cântat și  dansat în taverna tatălui său, Pedro Flores (El Comino). La vârsta de doisprezece ani a fost cunoscută în cercurile artistice locale ca o talentată dansatoare și a interpretat melodii ale marilor sale modele preferate Concha Piquer și Estrellita Castro.
În 1939, la 16 ani, Lola Flores a debutat la Teatro Villamarta de Jerez în piesa „Luces de España”. A cântat Bautizá con manzanilla alături de cuplul de dansatori Rafael Ortega și Custodia Marchena și chitaristul Melchor de Marchena.
Succese mari a avut în cuplu artistic cu Manolo Caracol, cu care a lucrat până în 1951. În 1958 s-a căsătorit cu chitaristul Antonio González Batista („El Pescaílla”). Cu el are trei copii: Dolores, mai cunoscută sub numele de Lolita, Antonio și Rosario, care au devenit toți trei cântăreți.
Între 1939 și 1987 și-a arătat temperamentul puternic ca actriță în diverse filme, unde a interepretat de obicei roluri de „țigancă”. A fost prietenă apropiată cu actrițele Carmen Sevilla și Paquita Rico.
La fel ca și actrițele spaniole Sara Montiel, Carmen Sevilla și Amparo Rivelles, a jucat diferite roluri în filme în Mexic, când aici epoca de aur a cinematografiei a fost în floare. Lola a lucrat cu vedete importante precum Jorge Negrete, Pedro Infante, Antonio Badú, Luis Aguilar „El Gallo Giro” și Miguel Aceves Mejía. Lola s-a împrietenit cu binecunoscutul actor Mario Moreno „Cantinflas”, cu Lola Beltrán „La Grande”, cu diva mexicană Silvia Pinal și cu „la doña” María Félix sau Dolores del Río.
Lola Flores este considerată cea mai populară cântăreață de Copla andaluza, alături de Rocio Jurado și Concha Piquer.
S-a stins din viață la 16 mai 1995 la vârsta de 72 de ani din cauza cancerului de sân.

## Filmografie selectivă
- 1940 Martingala, regia Fernando Mignoni
- 1941 Un alto en el camino, regia Julián Torremocha
- 1943 Misterio en la marisma, regia Claudio de la Torre
- 1943 Alegrías (1943), scurtmetraj muzical
- 1943 Una herencia en París, regia Miguel Pereyra
- 1947 Embrujo cu Manolo Caracol, regia Carlos Serrano de Osma
- 1950 Jack el negro cu Manolo Caracol, regia Julien Duvivier, José Antonio Nieves Conde
- 1951 La niña de la venta cu Manolo Caracol, regia Ramón Torrado
- 1952 La Estrella de Sierra Morena, regia Ramón Torrado
- 1953 Reportaje, regia Emilio Fernández
- 1953 ¡Ay, pena, penita, pena! , regia Miguel Morayta
- 1954 Morena Clara, regia Luis Lucia
- 1954 La danza de los deseos , regia Florián Rey
- 1955 La hermana Alegría, regia Luis Lucia
- 1955 Tú y las nubes (intitulat și „Limosna de amores”), regia Miguel Morayta
- 1956 Los tres amores de Lola (sau „Lola Torbellino”), regia René Cardona
- 1956 La Faraona, regia Luis Saslavsky
- 1957 Sueños de oro (numit și „Maricruz”), regia Miguel Zacarías
- 1958 Carmela, regia Miguel Zacarías
- 1959 Échame la culpa, regia Fernando Cortés
- 1957 María de la O, regia Ramón Torrado
- 1959 Venta de Vargas, regia  Enrique Cahen Salaberry
- 1959 Las de Caín, regia Antonio Momplet
- 1962 El balcón de la luna, regia Luis Saslavsky
- 1963 De color moreno, regia Gilberto Martínez Solares
- 1963 La gitana y el charro, regia Gilberto Martínez Solares
- 1967 Una señora estupenda, regia Eugenio Martín
- 1969 El taxi de los conflictos, regia Antonio Ozores, José Luis Sáenz de Heredia
- 1971 Canciones para después de una guerra
- 1972 Casa Flora, regia Ramón Fernández
- 1975 El asesino no está solo, regia Jesús García de Dueñas
- 1983 Juana la loca... de vez en cuando, regia José Ramón Larraz
- 1983 Truhanes, regia Miguel Hermoso
- 1987 Los invitados, regia Víctor Barrera